# NGC 3285B
NGC 3285B is een balkspiraalstelsel in het sterrenbeeld Waterslang. Het hemelobject werd op 24 maart 1835 ontdekt door de Britse astronoom John Herschel.

## Synoniemen
- ESO 501-18
- MCG -4-25-22
- AM 1032-272
- IRAS 10322-2723
- PGC 31293